# Mobitel (スリランカの企業)
モビテル(Mobitel)とはスリランカの携帯電話会社である。スリランカ国内において2Gから4G LTEのサービスを提供している。また月極め契約のほかにもプリペイド式携帯電話もサービスしている。

## 概要
モビテルはスリランカ電電公社の子会社であり、豪テルストラとの合弁で1993年に創業した。 完全な子会社化をしたのは2002年のことである。
また当国唯一の地元資本携帯通信会社である。
同社のスローガンは、"We Care. Always."。
| スタブアイコン | サブスタブ | この項目は、まだ閲覧者の調べものの参照としては役立たない、企業に関連した書きかけの項目です。この項目を加筆・訂正などしてくださる協力者を求めています（PJ:経済）。 |